# Myospila solennis
Myospila solennis är en tvåvingeart som först beskrevs av Walker 1856.  Myospila solennis ingår i släktet Myospila och familjen husflugor. Inga underarter finns listade i Catalogue of Life.